# Acacia preissiana
Acacia preissiana — вид квіткових рослин з родини бобових. Ареал: Австралія (Західна Австралія).

## Середовище
Вид росте в латеритних або піщаних ґрунтах на латеритних ґрунтах у лісі Джарра (Eucalyptus marginata) або Ванду (E. wandoo). Деякі гербарні зразки також були зібрані з невеликих ділянок місцевої рослинності поблизу узбіч доріг.

## Біоморфологічна характеристика
Цей вид акації є розпростертим або напіврозпростертим кущем. Гербарні зразки відзначають висоту рослин 5–30 см.